# Delfshaven
Delfshaven ist ein Stadtbezirk von Rotterdam auf dem rechten Ufer der Nieuwe Maas. Der Stadtteil mit 77.250 Einwohnern auf 5,96 km² entwickelte sich aus dem Flusshafen der rund 13 Kilometer nördlich liegenden Stadt Delft, war ab 1795 eine unabhängige Gemeinde und gehört seit 1886 zu Rotterdam, mit dem es völlig zusammengewachsen ist.

## Geschichte
Der Hafen entstand 1389. Delft, das keine direkte Anbindung an das Meer hat, schuf 13 Kilometer südlich der Stadt einen Hafen, um direkt am Seehandel teilnehmen zu können und nicht mehr die Rotterdamer Zölle und Abgaben zahlen zu müssen. Notwendige Voraussetzung dafür war der Bau des Delfshavense Schie, eines Kanals, der Delft an die Nieuwe Maas anband. Die Stadt litt unter dem Haken-und-Kabeljau-Krieg und konnte erst zu Beginn des 15. Jahrhunderts ökonomisch prosperieren.
Die wichtigsten Wirtschaftszweige waren Fischfang, Walfang, Schiffbau und die Brennerei von Genever. Dazu hatte die Stadt mehrere Stadtmühlen zum Mahlen von Korn und Malz, von denen eine nah dem Platz der zerstörten Vorgängermühle 1986 wieder neu errichtet wurde, die Windmühle De Distilleerketel. Im Stadtteil befindet sich auch das Hochhaus Lloydtoren.
Die Niederländische Ostindien-Kompanie hatte wichtige Werften in dem Stadtteil. Im Juli 1620 verließ ein Teil der Pilgerväter Delfshaven mit der Speedwell.
Der Hafen von Delfshaven ist heute nicht mehr im aktiven Betrieb, sondern dient als Museumshafen. Ihn umgeben zahlreiche Museen und renovierte Altstadthäuser, so dass Delfshaven eine der wenigen Gegenden Rotterdams ist, die noch über eine intakte Altstadt verfügen. Besondere Sehenswürdigkeiten sind die Pilgerkirche, in der diese ihren letzten Gottesdienst vor der Abfahrt feierten, das Denkmal für den Piet Pieterszoon Heyn, Schiffswerft De Delft auf der das Schiff De Delft von 1773 originalgetreu nachgebaut wird und De Dubbelde Palmboom, das Museum für Rotterdamer Geschichte. Aufgrund dessen hat sich dort eine größere Zahl von Bars und Restaurants angesammelt.
Eine Besonderheit selbst für Rotterdam stellt der hohe Anteil allochthoner Bevölkerung dar. In Delfshaven beträgt er 71,5 % im Ortsteil Spangen sogar 87 %. Die größten Gruppen darin sind Türken, Marokkaner und Surinamer, die je etwa 20 % der Bevölkerung stellen.

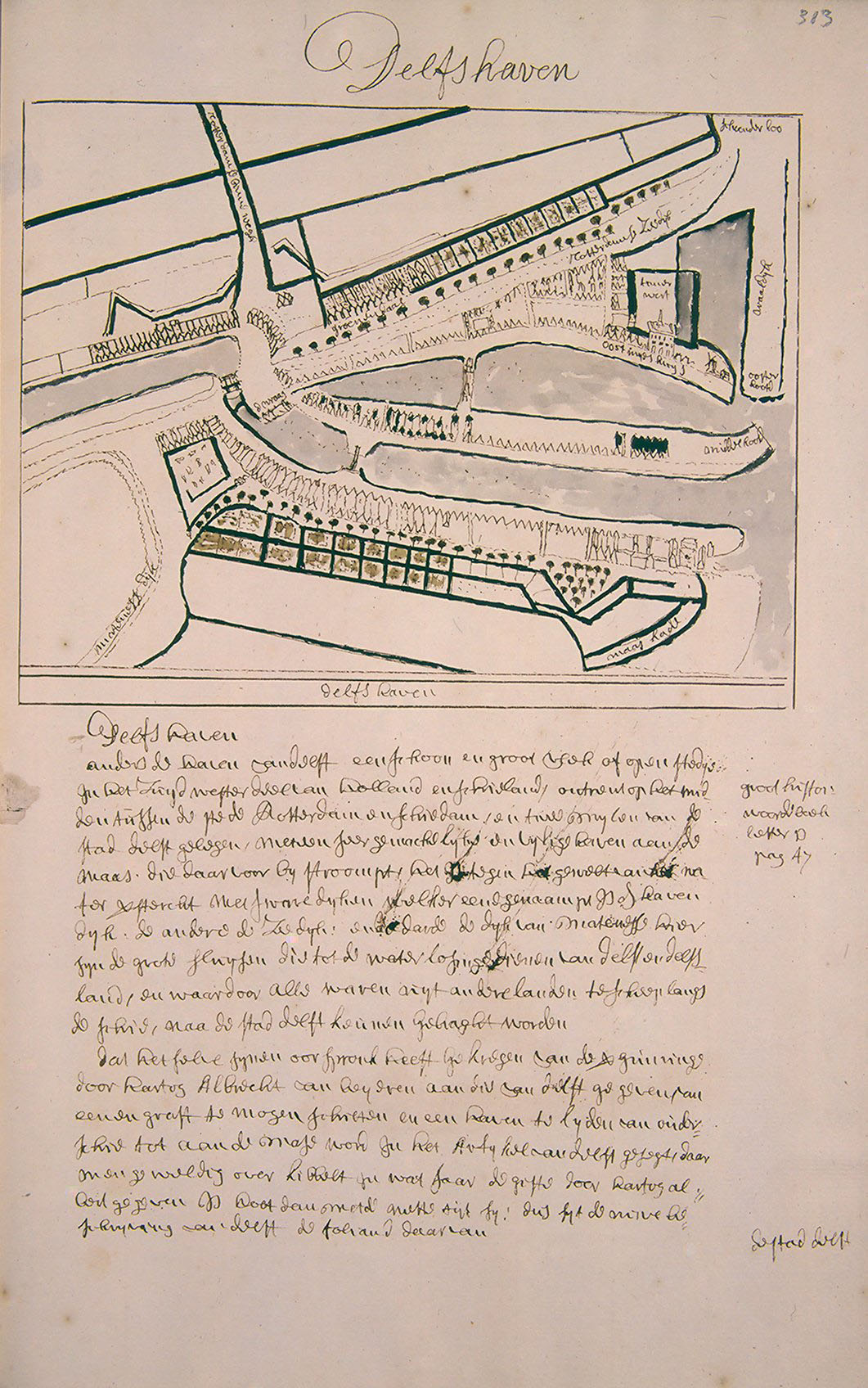
Delfshaven im 17. Jahrhundert.

Einige Höhen und Tiefen aus Delfshavens reicher Geschichte sind in chronologischer Reihenfolge:
- 1389: Beginn des Grabens des Kanals zwischen Overschie und der Nieuwe Maas. An den Ufern der Maas tauchen ein kleiner Hafen und eine Werft auf; der Beginn von Delfshaven
- 1489: Während des Jonker-Französischen Krieges, Teil der Streitigkeiten zwischen Haken und Kabeljau, wird Delfshaven praktisch zerstört und alle Delfter Schiffe erobert oder zerstört.
- 1550: Dank Heringsfischerei und Walfang ist Delfshaven zu einer wohlhabenden Stadt mit etwa tausend Einwohnern herangewachsen.
- 1554: An der Ostseite der Aelbrechtskolk wird ein stattliches Gebäude errichtet, in dem die Stadtdiener die Hafenangelegenheiten erledigen.
- 1572: Invasion der Wassergeusen, gefolgt von einer Rückeroberung durch die Spanier, bei der viele Gebäude (die meisten aus Holz) zerstört werden.
- 1577: Piet Hein wird in Delfshaven geboren. Später wurde er durch die Eroberung der sogenannten spanischen Schatzflotte im Jahr 1628 bekannt.
- 1620: Die Pilgerväter werden kurzzeitig im Sint Anthonis Capel untergebracht, von wo aus sie die Überfahrt nach Amerika antreten.
- 1653: Bau des Kranhauses mit 'Zakkendragershuisje'.
- 1700 und darüber hinaus: Aufstieg der Jeneverindustrie mit dem Bau verschiedener Mühlen.
- 1795: Delfshaven erklärt sich unter Protest von Delft zur selbstständigen Gemeinde.
- 1825: Delfshaven erhält Stadtrechte. Das Gebäude am Aelbrechtskolk wird das Rathaus der Gemeinde Delfshaven. Heute dient das Gebäude als Café und Brauerei 'De Pelgrim'.
- 1886: Delfshaven wird mit Rotterdam vereinigt.
- 1870: Die Statue von Piet Hein wird von König Willem III enthüllt.
- 1916: Bau des Sparta-Stadions und Bau des Stadtteils Spangen.
- 1920: Bau des 'Weißen Dorfes'.
- 1930: Bau des Stadtteils 'Oud-Mathenesse'.
- 1940: Der Bombenangriff, der das Zentrum von Rotterdam in Schutt und Asche legt, lässt Delfshaven unberührt.
- 1943: Am 31. März planen die Alliierten, die Wilton-Fijenoord-Werft in Schiedam zu bombardieren, aber bei der Identifizierung des Ziels geht etwas schief. Fast hundert Sprengbomben von 1.000 Pfund trafen das Hafengebiet um den Keilehaven, den Rangierbahnhof an der Hudsonstraat, den Marconiplein und die Häuser rund um den Schiedamseweg im Wohngebiet Bospolder-Tussendijken. Mindestens 417 Menschen werden getötet und mehr als 400 verletzt.[2] Hunderte Familien werden obdachlos. Die Bombardierung von Rotterdam-West wurde zu einer 'vergessenen Bombardierung', weil die Opfer nicht weiterhin die Befreier für ihre Fehler verantwortlich machen wollten
- 1959: Das Lotsenboot 'Delfshaven' wird gebaut und nach dem Hafen benannt.
- 1960: Das historische Delfshaven wird zum geschützten Stadtbild erklärt.
- 1993: Am 31. März, fünfzig Jahre nach dem 'vergessenen Bombenanschlag', enthüllt Premierminister Ruud Lubbers ein Denkmal zum Gedenken an die Verletzten und Toten.
- 1999: Das Sparta-Stadion wird komplett renoviert und gegenüber dem alten Stadion um eine Vierteldrehung gedreht.
- 2013: Das Sklaverei-Denkmal wird enthüllt, um an Rotterdams Sklaverei-Vergangenheit zu erinnern, wobei die im Lloydkwartier gehandelten Waren durch den Verkauf von Sklaven in Suriname und auf den Niederländischen Antillen erworben wurden.

## Bilder

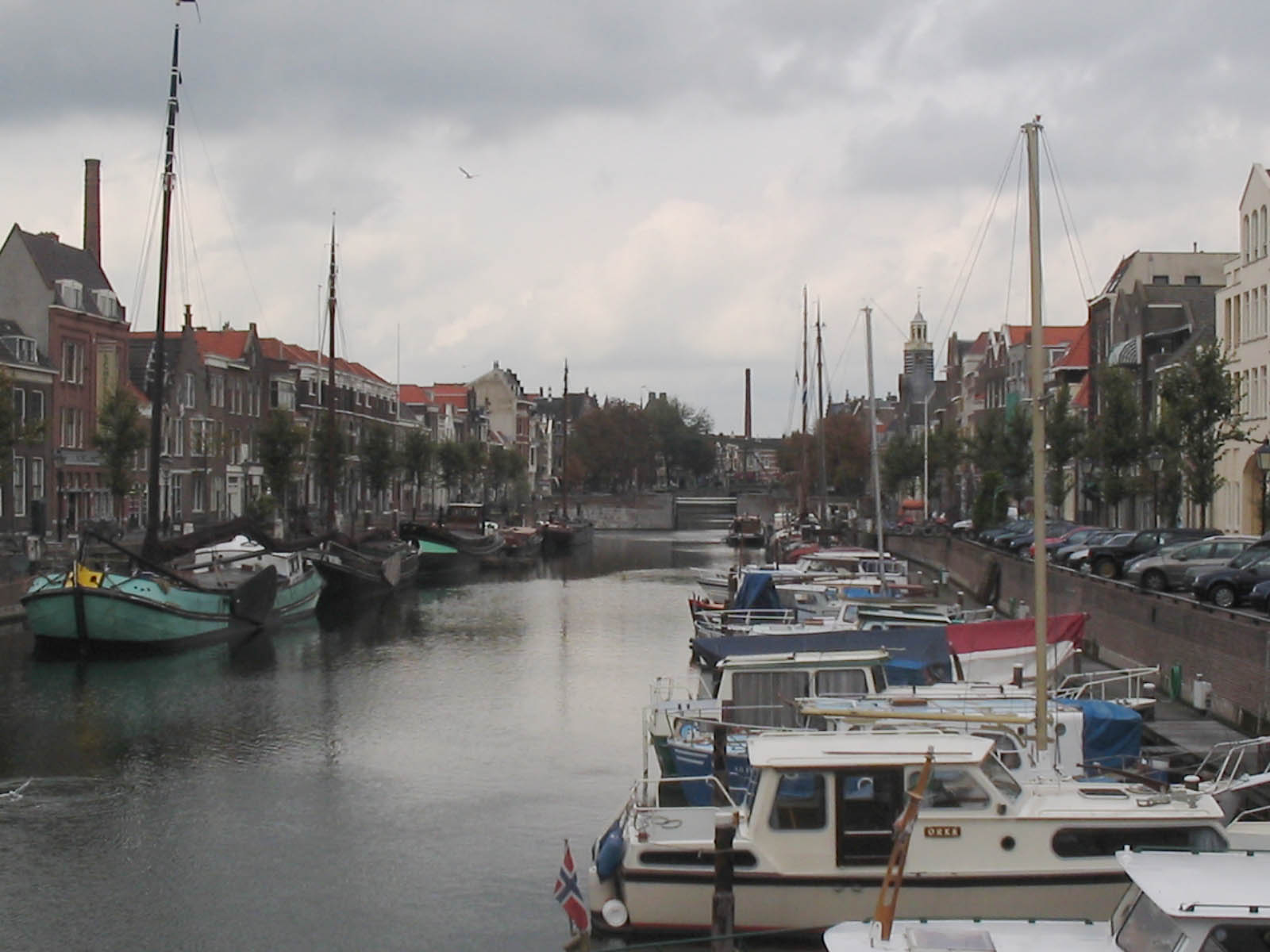
Hafen Delfshaven 2005.
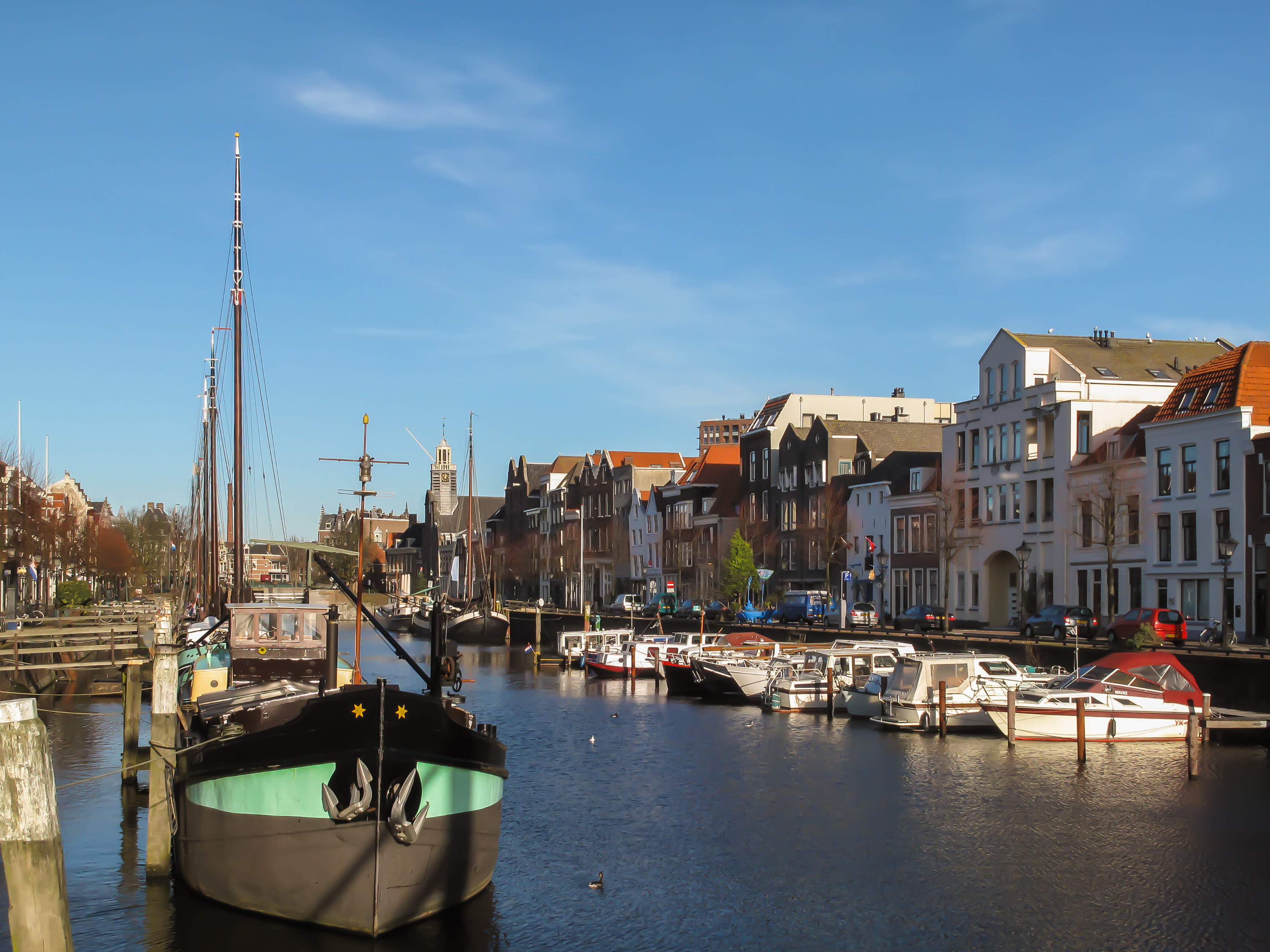
Hafen Delfshaven 2011
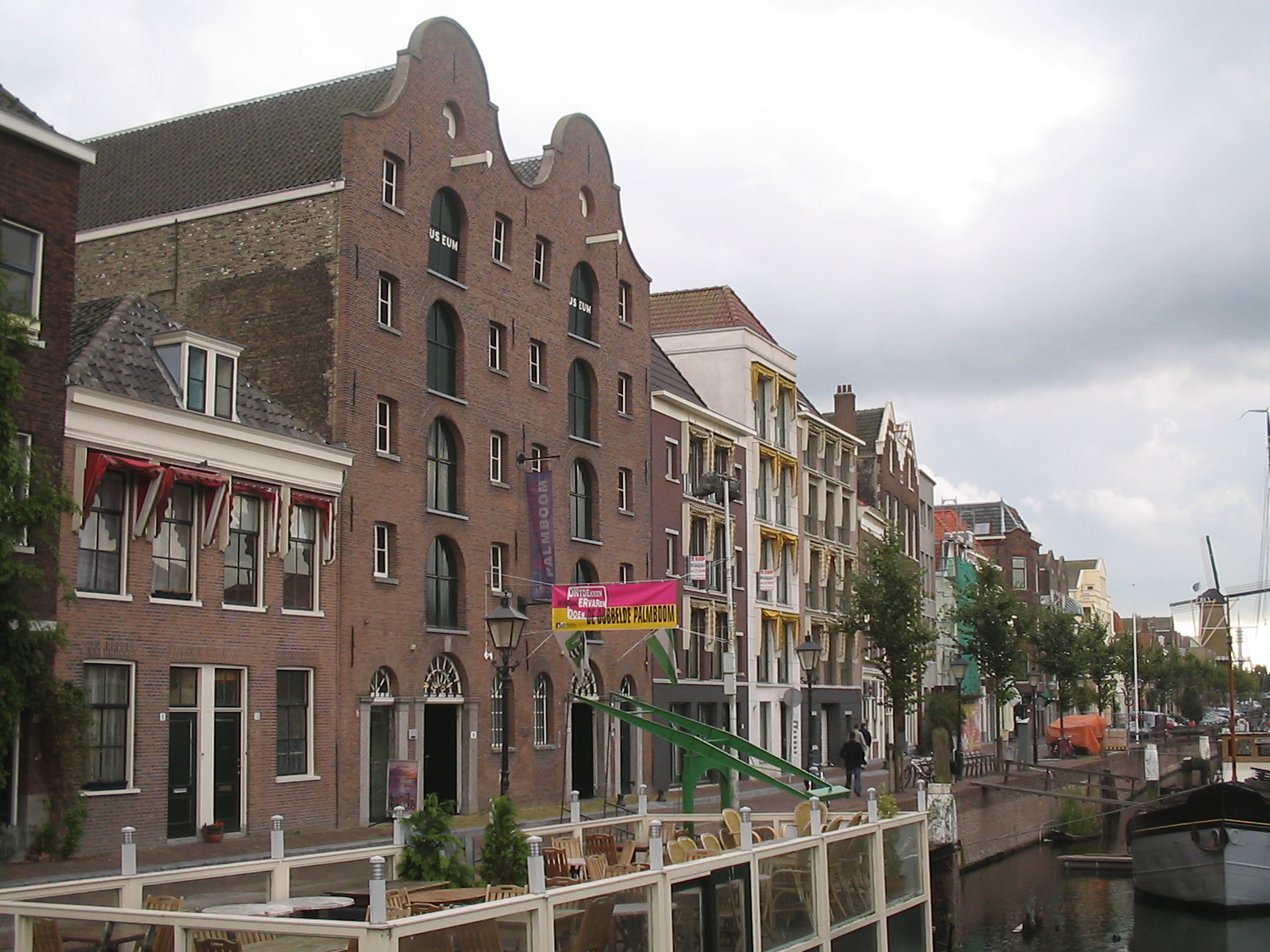
De Dubbelde Palmboom
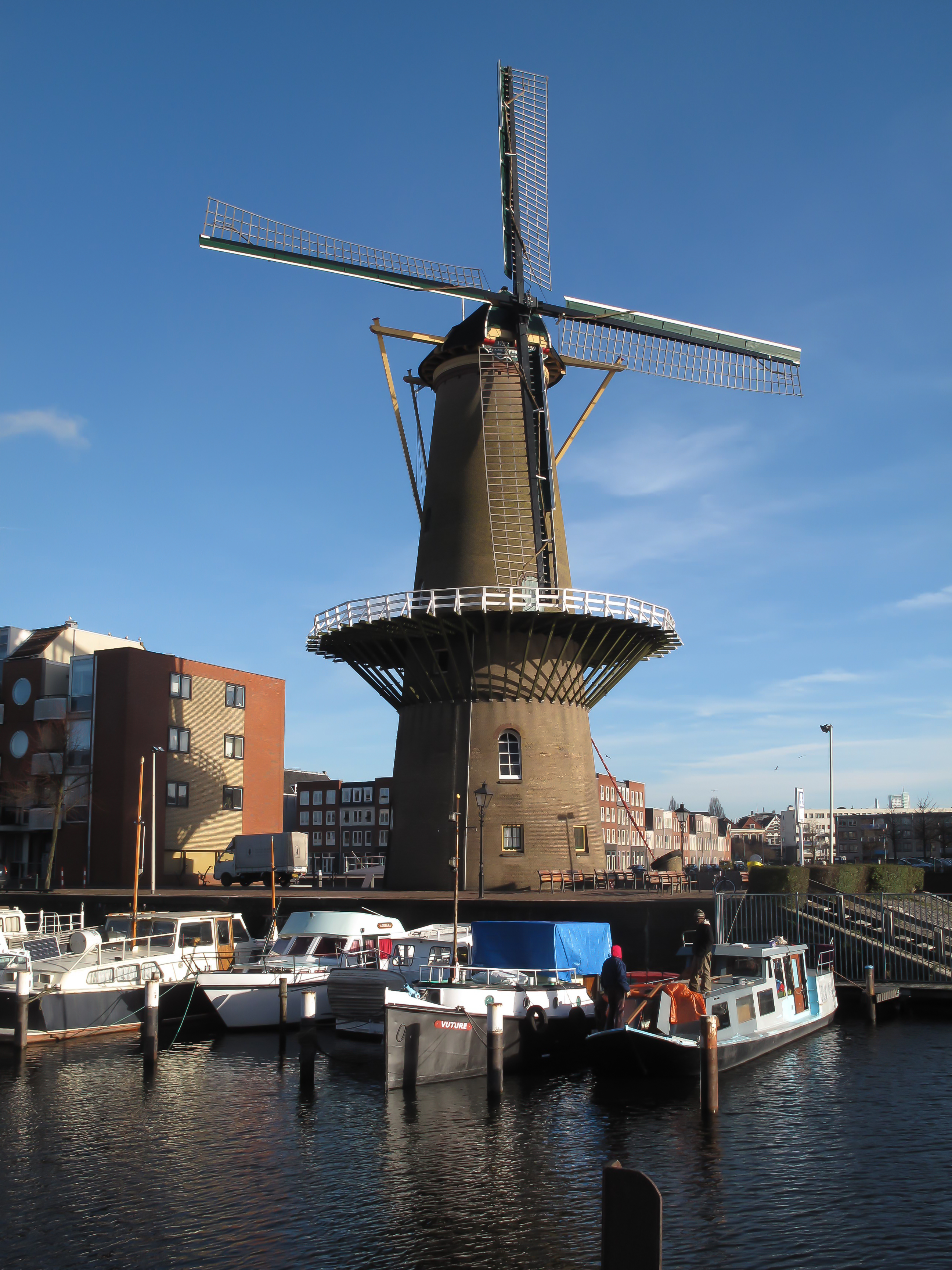
Die große Malzmühle De Distilleerketel
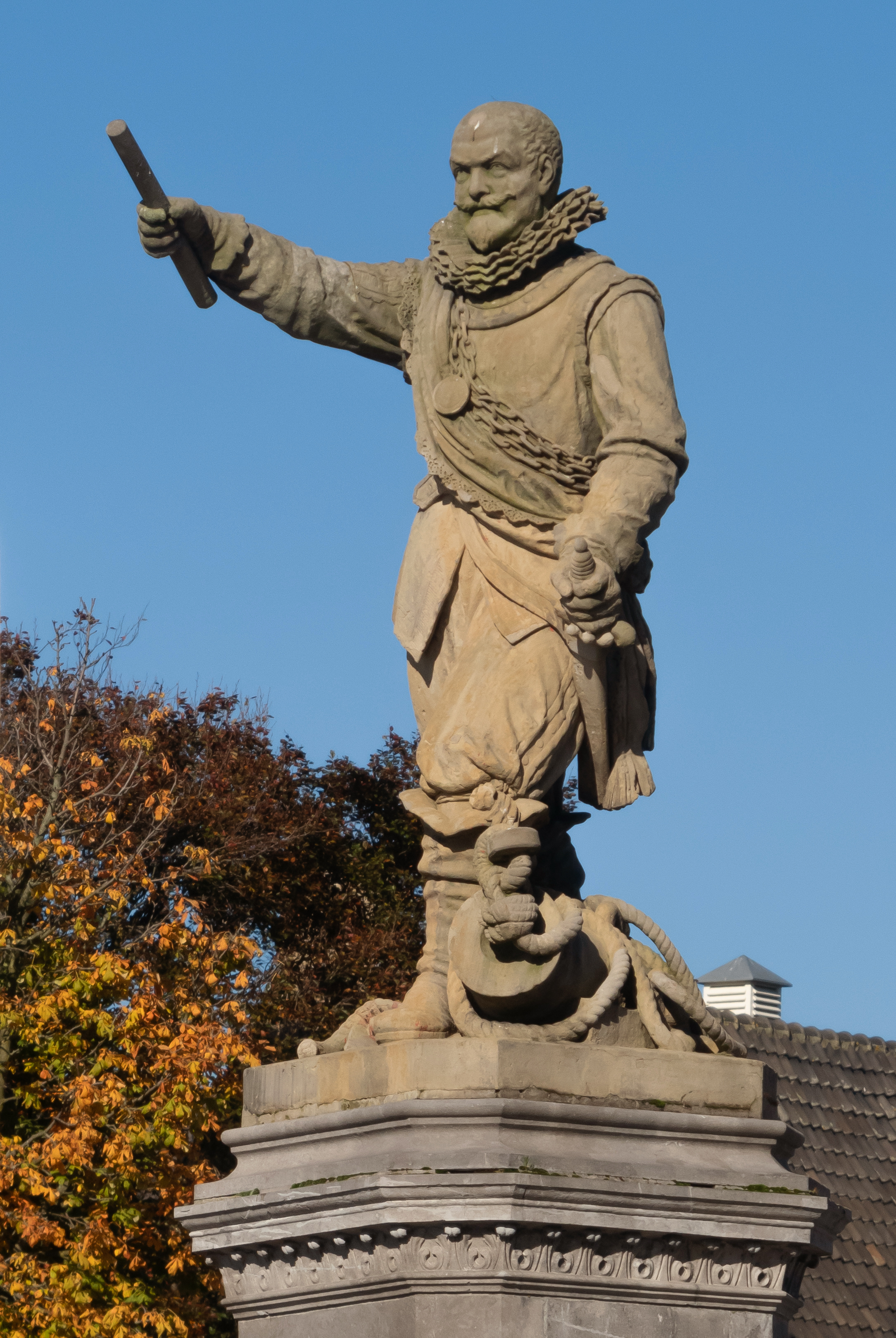
Standbild Piet Heyn

## Persönlichkeiten
Geboren in Delfshaven
- Henricus Arnoldi (1575–1637), reformierter Geistlicher
- Piet Pieterszoon Heyn (1577–1629), Admiral der Niederländischen Westindien-Kompanie
- Anna van Rijndorp (1668–1745), Schauspielerin
- Antoine Emile Kiderlen (1868–1931), Radsportler, mehrfacher Europameister
- Hetty Broedelet-Henkes (1877–1966), Malerin
- Kees van Dongen (1877–1968), Maler des Fauvismus
- Johan Brouwer (1898–1943), Autor, Romanist, Übersetzer und Widerstandskämpfer

Mit Delfshaven verbunden
- Wilhelm IV. von dem Bergh (1537–1586), Statthalter von Gelderland und Zutphen, war in Delfshaven inhaftiert
- Philip Moravier Lindo (1821–1892), Maler der Düsseldorfer Schule und Unternehmer, gründete die Zementwerke in Delfshaven
- Gerard Marius Kam (1836–1922), Unternehmer, lebte in Delfshaven
- Arie van der Pluym (1906–1934), Motorradrennfahrer, wuchs in Delfshaven auf